# Tepuia venusta
Tepuia venusta är en ljungväxtart som beskrevs av Camp. Tepuia venusta ingår i släktet Tepuia och familjen ljungväxter. Inga underarter finns listade i Catalogue of Life.